# Jacula
Jacula est un groupe de rock progressif italien, originaire de Milan. Il est formé en 1968 par Antonio Bartoccetti qui a composé presque intégralement In Cauda Semper Stat Venenum et Tardo pede in magiam versus.

## Biographie
Antonio Bartoccetti est également le leader, avec Doris Norton, du groupe Antonius Rex (it), qui est en quelque sorte le successeur de Jacula.
Sur le verso de l'album In Cauda Semper Stat Venenum réédité en 2001, il y a écrit : « Composed by spiritualist seance (1966-1969). » La chanson Triumphatus Sad se trouve en septième position dans la liste des 50 chansons les plus heavy avant Black Sabbath, établie par Guitar World.
Après presque quatre décennies, Jacula publie son troisième album, Pre Viam, en mai 2011.

## Membres
- Antonio Bartoccetti - composition, guitare, basse, chant, paroles
- Charles Tiring - claviers (orgue d'église, piano)
- Doris Norton - synthétiseur
- Albert Goodman - batterie
- Franz Parthenzy - medium

## Discographie
- 1969 : In Cauda Semper Stat Venenum (Gnome, LP) ; réédité en 2001 par Black Widow
- 1972 : Tardo pede in magiam versus (The Rogers, LP)
- 2011 : Pre Viam (MR, LP)